# Medasina incursaria
Medasina incursaria là một loài bướm đêm trong họ Geometridae.